# Winhöring
Winhöring – miejscowość i gmina w Niemczech, w kraju związkowym Bawaria, w rejencji Górna Bawaria, w regionie Südostoberbayern, w powiecie Altötting. Leży około 5 km na północny zachód od Altötting, nad rzeką Isen, przy autostradzie A94 i drodze B299.

## Polityka
Wójtem gminy jest Hans Daferner z CSU, rada gminy składa się z 16 osób.
|      | CSU | SPD | FW | Razem |
| 2008 | 9   | 3   | 4  | 16    |
| 2002 | 9   | 4   | 3  | 16    |

### Współpraca
Miejscowość partnerska:
- Pernegg an der Mur, Austria od 2003